# Charles-François Dupuis
Pour les articles homonymes, voir Charles Dupuis et Dupuis (homonymie).
Charles-François Dupuis, né le 26 octobre 1742 à Trie-Château et mort le 29 septembre 1809 à Échevannes, près d’Is-sur-Tille, est un mythographe, astronome et homme politique français.
Professeur d'éloquence latine au Collège de Lisieux puis au Collège de France, il est principalement connu pour ses thèses astromythologiques exposées dans l'Origine de tous les cultes, son grand œuvre paru en 1795.
Élu député à la Convention nationale, il participe à la création du calendrier républicain. Il siège ensuite au Conseil des Cinq-Cents sous le Directoire, puis au Corps législatif sous le Consulat.

## Biographie

### Premières années
Charles François Dupuis naît le 26 octobre 1742 à Trie-Château, à côté de Gisors. Il est le fils d’un maître d’école qui s’occupe soigneusement de son éducation : l’enfant sait lire dès l’âge de quatre ans. Ses parents tiennent une pension à La Roche-Guyon.
Le jeune Dupuis se passionne pour l'arpentage et la géométrie. Un jour, à l’âge de onze ans, il s’exerce sur les bords de la Seine avec un graphomètre, cherchant à calculer la hauteur du donjon de La Roche-Guyon avec les lois de la trigonométrie. Le duc de la Rochefoucauld l’aperçoit et vient l’interroger. Admiratif de ses connaissances précoces, il s’engage à financer ses études. Trois ans plus tard, ayant réussi brillamment ses premières classes à Vernon, il se voit accorder la bourse promise et rejoint le prestigieux collège d’Harcourt à Paris.
Alors que Dupuis est âgé de quatorze ans, son père tombe dans la Seine et s’y noie. Le duc de La Rochefoucauld lui accorde une seconde bourse, qui permet à sa famille de subsister.

### Carrière de professeur
Licencié en théologie, il est nommé en 1766 professeur de rhétorique au collège de Lisieux, rue Jean-de-Beauvais, où il enseignera pendant vingt ans. Profitant de son temps libre pour étudier les lois, il est reçu comme avocat au Parlement de Paris en 1770. Dupuis abandonne le costume ecclésiastique en 1772  pour se marier. Dans les années 1770, il suit les cours d’astronomie de Lalande au Collège royal.
Réputé pour sa « latinité pure et élégante », il prononce en 1775 un discours à l’occasion de la remise des prix de l’université de Paris, en présence du Parlement récemment reconstitué par Louis XVI. Cinq ans plus tard, il est choisi par le recteur de l’université pour composer l’éloge funèbre de l’impératrice Marie-Thérèse d’Autriche.
En 1778, s’inspirant de l’expérience de Guillaume Amontons, il met au point dans sa maison de Belleville un télégraphe optique pour communiquer avec un village voisin. Il est ainsi l’un des précurseurs du sémaphore inventé par Claude Chappe pendant la Révolution.
Encouragé par Lalande (fondateur de la loge des Neuf Sœurs), il commence à travailler à une théorie mêlant l’astronomie à la religion. Il est convaincu que les récits mythologiques sont l’expression allégorique du mouvement de la sphère céleste et de l’alternance des saisons, que les divinités antiques renvoient à des planètes et des constellations. Il publie dans le Journal des savants des articles sur Janus (1779) et sur Minerve (1780), puis un Mémoire sur l’origine des constellations et sur l’explication de la fable par l’astronomie (1781), qui est inséré par Lalande dans le quatrième volume de son Traité d’astronomie. Bailly conteste les conclusions de Dupuis dans son Histoire de l’astronomie ancienne, tout en reconnaissant l’érudition et l’ingéniosité de l’auteur.
En 1785, Frédéric II cherche un professeur de grammaire pour prendre la succession de Thiébault à l'Académie militaire de Berlin. Condorcet suggère au souverain le nom de Dupuis, qui est invité à se rendre en Prusse où serait financée la publication de ses travaux. Mais son départ est retardé par Miromesnil, garde des sceaux de Louis XVI, et le projet tombe à l’eau en 1786, à la mort de Frédéric II. L’année suivante, il est nommé professeur d’éloquence latine au Collège royal.
Candidat à l’Académie des inscriptions et belles-lettres, il est d’abord écarté à cause des soupçons d’athéisme pesant sur lui. Bénéficiant du soutien du duc de La Rochefoucauld, de l’abbé Leblond et de l’abbé Barthélémy, il est finalement admis en 1788 au sein de la « Petite Académie » du pavillon de l'Horloge du Louvre, où il hérite du siège de Guillaume Dubois de Rochefort.

### Révolution
Dupuis est nommé commissaire de l’instruction publique par le département de Paris en 1790. Il est horrifié par les massacres de septembre 1792 (au cours desquels le duc de La Rochefoucauld est assassiné) et se réfugie à Évreux. Mais il est vite rappelé dans la capitale : le 15 septembre, il est élu premier député suppléant de Seine-et-Oise à la Convention nationale. Il est désigné en remplacement de Barère de Vieuzac, qui a opté pour les Hautes-Pyrénées. Siégeant parmi les modérés, il est membre du Comité d'instruction publique entre novembre 1792 et janvier 1793.
Le 15 janvier 1793, lors du procès de Louis XVI, les députés sont amenés à se prononcer nominalement sur la culpabilité du monarque déchu, qui est accusé de « conspiration contre la liberté publique et d'attentats contre la sûreté générale de l'État ». Dupuis vote pour. Quand vient la question de la sentence, trois jours plus tard, il déclare : « Je ne concourrai pas de mon vœu à priver le peuple d'un otage important qu'il aura le droit de vous demander un jour. Je vote pour la détention. » Après la condamnation à mort, il vote l’amendement visant à surseoir à l’exécution. « Je souhaite que l’opinion de la majorité fasse le bonheur de mes concitoyens, et elle le fera si elle peut soutenir le sévère examen de l’Europe et de la postérité qui jugeront le roi et ses juges. » Le sursis est rejeté et Louis XVI est guillotiné le 21 janvier.
Le citoyen Dupuis est membre de la commission chargée de la création du calendrier républicain, qui implique plusieurs savants de l’Académie des sciences comme Lagrange, Monge, Pingré ou Lalande. Le rapporteur Romme présente les travaux de la commission devant la Convention nationale le 17 septembre 1793. Le calendrier commence à l’équinoxe d’automne 1792, jour de l’abolition de la royauté et début de « l’ère des Français ». Il entre en vigueur le 6 octobre 1793.
Sous la Terreur, Dupuis parvient à éviter la mort à un certain nombre de ses amis, au risque d’être accusé de modérantisme. Le 23 novembre 1794, « pour l’honneur de l’espèce humaine », il demande devant la Convention thermidorienne la mise en accusation de Carrier, l’ordonnateur des noyades de Nantes, qui est guillotiné le 16 décembre.
Il est élu secrétaire de la Convention le 2 mars 1795. Le mois suivant, il dépose un projet de loi sur la garantie des dettes de l'Etat, l'épuration des administrations (« d'où seront exclus tous les hommes ineptes ou intrigants »), la création de tribunaux pour que les dilapidateurs rendent des comptes, et l'extension à donner à la Constitution de l'an I, « afin que le peuple français rentre le plus tôt possible dans l'exercice de tous ses droits ».
Le 10 avril, le Comité d'instruction publique l'envoie en tournée dans les départements méridionaux pour y veiller à la mise en place des écoles centrales.

### Directoire
Après l’adoption de la Constitution de l’an III, Dupuis est élu en octobre 1795 au Conseil des Cinq-Cents comme représentant de la Seine-et-Oise. Il est l’un des 48 savants choisis par le Directoire pour composer le premier noyau de l’Institut national des sciences et des arts. Ces 48 membres sont à leur tour chargés d’en désigner 96 autres, pour porter les effectifs à 144. Dupuis est nommé dans la classe de littérature et beaux-arts (section des antiquités et monuments).
Il intervient pour défendre la conscription (10 novembre 1795), pour soutenir une proposition de Louvet sur la liberté de la presse (17 mars 1796), ou encore pour réclamer la publicité de la discussion sur les finances (8 août 1796). Son mandat au Conseil des Cinq-Cents s’achève le 19 mai 1797, avec le premier renouvellement des représentants.
Au lendemain du coup d'État du 30 prairial an VII (18 juin 1799), qui débouche sur l’éviction de La Révellière et de Merlin de Douai, Dupuis est mis trois fois en ballotage avec le général Moulin pour le poste de directeur. C’est finalement le militaire qui est élu.

### Consulat
Favorable au coup d’État de Bonaparte, il est choisi par le Sénat conservateur, le 25 décembre 1799, comme député de Seine-et-Oise au nouveau Corps législatif. Il préside brièvement cette Assemblée à l’automne 1801. Quelques mois plus tard, il est proposé par le Corps et le Tribunat comme candidat au Sénat conservateur. Mais Bonaparte bloque la nomination de Dupuis, dont il n’apprécie pas l’opposition à sa politique religieuse. Il se retire de la vie politique en avril 1803, au terme de son mandat.

### Dernières années
À la fin du Directoire, Dupuis lit devant l’Institut un Mémoire sur les Pélasges,, peuple civilisateur qu’il pense originaire d’Éthiopie.
Au printemps 1805 paraît une Dissertation sur le Phénix. Interprétant un passage de Tacite, il affirme que la renaissance de cet oiseau mythique symbolise le parachèvement du cycle sothiaque.
L’année suivante, il publie dans La revue philosophique un mémoire sur le zodiaque de Dendérah,, à partir du dessin réalisé par Vivant Denon. S’opposant à la lecture qu’en fait Visconti, il cherche à démontrer que les points équinoxiaux et solsticiaux inscrits sur le bas-relief renvoient à une époque antédiluvienne.
Son article connaît un écho important dans le contexte de la vague d’égyptomanie qui suit l’expédition de Napoléon. Gian Domenico Testa, fervent défenseur de l’Église, s’oppose à cette interprétation qui remet en cause la chronologie biblique. À partir des travaux de Champollion sur le sujet, un consensus s’est imposé pour dater le zodiaque de Dendérah au Ier siècle avant notre ère.
Toujours en 1806, il publie un Mémoire explicatif du Zodiaque chronologique et mythologique,, dans lequel il fait référence à un futur grand ouvrage comparatif sur les cosmogonies qui ne verra jamais le jour.
Charles-François Dupuis achève sa vie près d’Is-sur-Tille (Côte-d'Or), au château du Fossé, un bien national acheté pour 22 000 livres,. Victime d'une fièvre purulente, il y meurt le 29 septembre 1809, âgé de 66 ans.
Son éloge funèbre à l’Institut est prononcé par Bon-Joseph Dacier, secrétaire perpétuel de l’Académie des inscriptions et belles-lettres.
Il laisse derrière lui des manuscrits sur les hiéroglyphes égyptiens, ainsi que des traductions de discours choisis de Cicéron et d’un fragment de Nonnos de Panopolis.

## Hommages

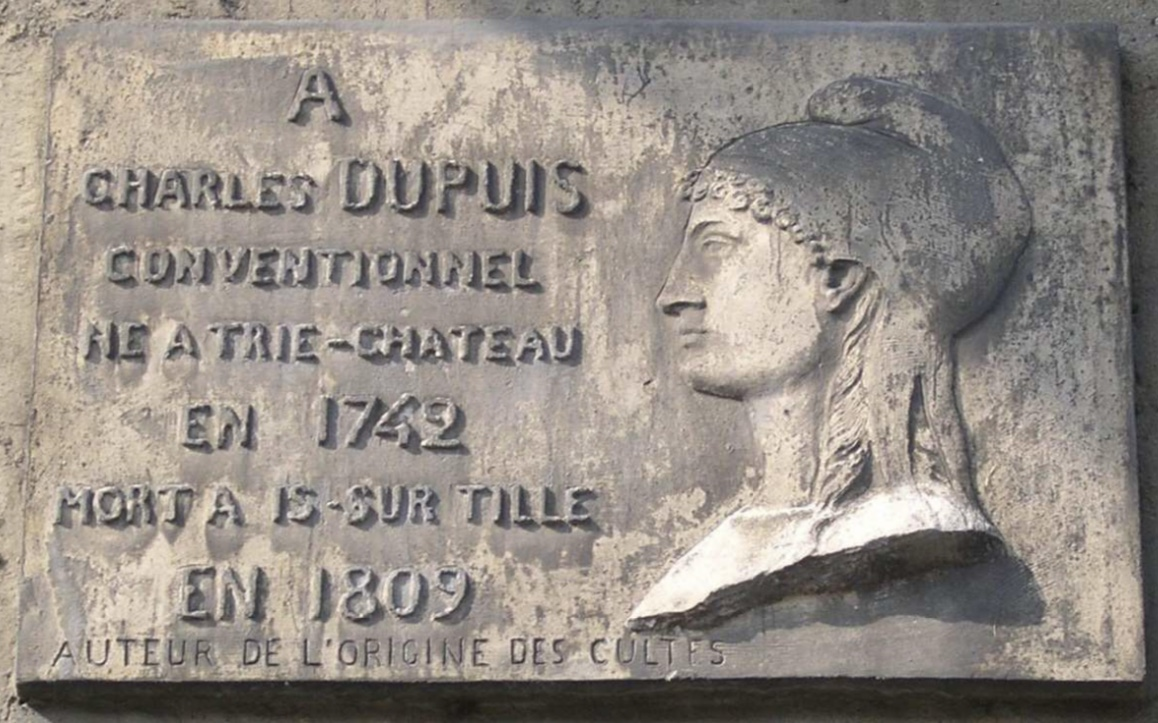
Plaque commémorative sur la façade de l’ancien auditoire de justice à Trie-Château.

Une rue Dupuis est percée en 1809 à Paris, dans le quartier du Temple (actuel IIIe arrondissement). Elle est rebaptisée rue Charles-François-Dupuis en 2003.
Il existe une place Dupuis dans le centre-ville de Dijon (Côte-d'Or) ; elle a été renommée ainsi en 1904, à l'initiative du maire anticlérical Henri Barabant.

## Décoration
- Chevalier de la Légion d’honneur[29] (25 avril 1806)

## Publications
- Mémoire sur l'origine des constellations et sur l'explication de la fable par le moyen de l'astronomie (1781) [lire en ligne]
- Origine de tous les cultes, ou religion universelle, en trois volumes de textes et un volume de planches in-4, ou douze volumes in-8 abondamment illustrés (1795). Réédité en 1822 et en 1835-1836 lire en ligne sur Gallica
- Mémoire sur les Pélasges, (1797) lire en ligne sur Gallica
- Second Mémoire sur les Pélasges, De l'Origine des Pélasges, (1798) lire en ligne sur Gallica
- Abrégé de l'origine de tous les cultes (1798) [lire en ligne]
- « Sur le zodiaque de Tentyra » dans la Revue philosophique (mai 1806) lire en ligne sur Gallica
- Mémoire explicatif du zodiaque chronologique et mythologique, un volume in-4 (1806) lire en ligne sur Gallica

## Pour approfondir